# Albrecht von Pfalz-Mosbach
Albrecht von Pfalz-Mosbach (également  von Bayern; * 6 septembre  1440; † 20. août 1506 à Saverne) fut prince-évêque de Strasbourg de 1478 à 1506 sous le règne des empereurs Frédéric III et Maxilmilien Ier, les pontificats de Sixte IV à Jules II. Il fut assisté d'un évêque auxiliaire, le dominicain Jean Ortwin, évêque titulaire in partibus infidelium de Mathones, et son supérieur hiérarchique était le métropolite de Mayence Thierry d'Isembourg, puis Berthold von Henneberg et enfin Jakob von Liebenstein.
Albrecht est le cousin de l'évêque Robert de Pfalz-Simmern, son prédécesseur à l'évêché de Strasbourg.

## Origines familiales
Albrecht est issu de la maison princière des Wittelsbach. Il était le fils du comte palatin Othon Ier de Mosbach (1390-1461) et de Johanna von Beieren-Landshut (Jeanne de Bavière) (1413-1444), fille aînée du duc Henri XVI de Bavière-Landshut. 
Albrecht eut deux enfants illégitimes. Il eut avec Catherine de Lützelburg une fille, Elisabeth de Bavière (Huntingen) et un fils, le bâtard Jorge de Bavière.
La branche Pfalz-Mosbach est une ligne qui a peu duré dans le temps, de 1410-1499. Issue d'une succession du roi des Romains, Robert Ier du Saint-Empire, elle subsistera  pendant deux générations. Leurs fiefs sont situés à Mosbach et à Sinsheim. En 1443, les possessions des Pfalz-Neumarkt s'y rajoutent. Par manque de descendance mâle, le territoire passe en 1499 à la maison des Palatins électoraux.
- Ruprecht III le Juste (5.5.1352 - 18.5.1410), comte palatin du Rhin, couronné roi le  6.1.1401, s’est marié avec Elisabeth von Zollern-Nürnberg (1358 - 26.6.1411). En 1410, le Palatinat se scinde en quatre branches : Louis reçoit le titre héréditaire d’électeur palatin avec Heidelberg, Amberg et Kaiserslautern ; Johann reçoit le Neumarkt ; Étienne hérite de Simmern-Deux-Ponts et la quatrième branche cadette échoit à :
  - Othon Ier, comte palatin du Rhin à Mosbach, aïeul de la branche Mosbach, en 1448 Mosbach-Neumarkt, s’est marié avec Jeanne de Bavière-Landshut (1413 - 20.7.1444). Ils ont eu:
    - Margarete (Épouse du comte de Hanau)
    - Amalie (Épouse du comte de Rieneck-Grünfeld)
    - Othon  II. comte palatin du Rhin de Mosbach, sans descendance et dont les terres passent à l'électorat palatin du Rhin.
    - Ruprecht, évêque de Ratisbonne
    - Dorothea (Abbesse)
    - Albrecht, (6.9.1440 - 20.8.1506), évêque de Strasbourg
    - Anna (Abbesse)
    - Johann (prévôt de chapitre cathédral)

|  |                                                               |  |  |  |  |  |  |  |  |  |  |  |  |
|  | Robert II du Palatinat électeur palatin                       |  |  |  |  |  |  |  |  |  |  |  |  |
|  |                                                               |  |  |  |  |  |  |  |  |  |  |  |  |
|  |                                                               |  |  |  |  |  |  |  |  |  |  |  |  |
|  | père Robert Ier de Bavière, Roi de Germanie                   |  |  |  |  |  |  |  |  |  |  |  |  |
|  |                                                               |  |  |  |  |  |  |  |  |  |  |  |  |
|  |                                                               |  |  |  |  |  |  |  |  |  |  |  |  |
|  | Béatrice de Sicile                                            |  |  |  |  |  |  |  |  |  |  |  |  |
|  |                                                               |  |  |  |  |  |  |  |  |  |  |  |  |
|  |                                                               |  |  |  |  |  |  |  |  |  |  |  |  |
|  | Othon de Pfalz-Mosbach, (1390-1461), comte palatin de Mosbach |  |  |  |  |  |  |  |  |  |  |  |  |
|  |                                                               |  |  |  |  |  |  |  |  |  |  |  |  |
|  |                                                               |  |  |  |  |  |  |  |  |  |  |  |  |
|  | Frédéric V de Nuremberg, (/1333-1398), burgrave               |  |  |  |  |  |  |  |  |  |  |  |  |
|  |                                                               |  |  |  |  |  |  |  |  |  |  |  |  |
|  |                                                               |  |  |  |  |  |  |  |  |  |  |  |  |
|  | Élisabeth de Nuremberg (1358–1411)                            |  |  |  |  |  |  |  |  |  |  |  |  |
|  |                                                               |  |  |  |  |  |  |  |  |  |  |  |  |
|  |                                                               |  |  |  |  |  |  |  |  |  |  |  |  |
|  | Élisabeth de Misnie (1339-1375)                               |  |  |  |  |  |  |  |  |  |  |  |  |
|  |                                                               |  |  |  |  |  |  |  |  |  |  |  |  |
|  |                                                               |  |  |  |  |  |  |  |  |  |  |  |  |
|  | Albrecht von Pfalz-Mosbach                                    |  |  |  |  |  |  |  |  |  |  |  |  |
|  |                                                               |  |  |  |  |  |  |  |  |  |  |  |  |
|  |                                                               |  |  |  |  |  |  |  |  |  |  |  |  |
|  | Frédéric de Bavière, (1339-1396), duc de Bavière-Landshut     |  |  |  |  |  |  |  |  |  |  |  |  |
|  |                                                               |  |  |  |  |  |  |  |  |  |  |  |  |
|  |                                                               |  |  |  |  |  |  |  |  |  |  |  |  |
|  | Henri XVI de Bavière, duc de Bavière-Landshut,                |  |  |  |  |  |  |  |  |  |  |  |  |
|  |                                                               |  |  |  |  |  |  |  |  |  |  |  |  |
|  |                                                               |  |  |  |  |  |  |  |  |  |  |  |  |
|  | Anne de Neuffen                                               |  |  |  |  |  |  |  |  |  |  |  |  |
|  |                                                               |  |  |  |  |  |  |  |  |  |  |  |  |
|  |                                                               |  |  |  |  |  |  |  |  |  |  |  |  |
|  | Jeanne de Wittelsbach                                         |  |  |  |  |  |  |  |  |  |  |  |  |
|  |                                                               |  |  |  |  |  |  |  |  |  |  |  |  |
|  |                                                               |  |  |  |  |  |  |  |  |  |  |  |  |
|  | Albert IV d'Autriche, (1377-1404), duc d'Autriche             |  |  |  |  |  |  |  |  |  |  |  |  |
|  |                                                               |  |  |  |  |  |  |  |  |  |  |  |  |
|  |                                                               |  |  |  |  |  |  |  |  |  |  |  |  |
|  | Marguerite d'Autriche                                         |  |  |  |  |  |  |  |  |  |  |  |  |
|  |                                                               |  |  |  |  |  |  |  |  |  |  |  |  |
|  |                                                               |  |  |  |  |  |  |  |  |  |  |  |  |
|  | Jeanne-Sophie de Bavière, fille du comte de Hainaut           |  |  |  |  |  |  |  |  |  |  |  |  |
|  |                                                               |  |  |  |  |  |  |  |  |  |  |  |  |
|  |                                                               |  |  |  |  |  |  |  |  |  |  |  |  |

L'évêque Albrecht de Pfalz-Mosbach a dans sa parenté les personnes suivantes :  

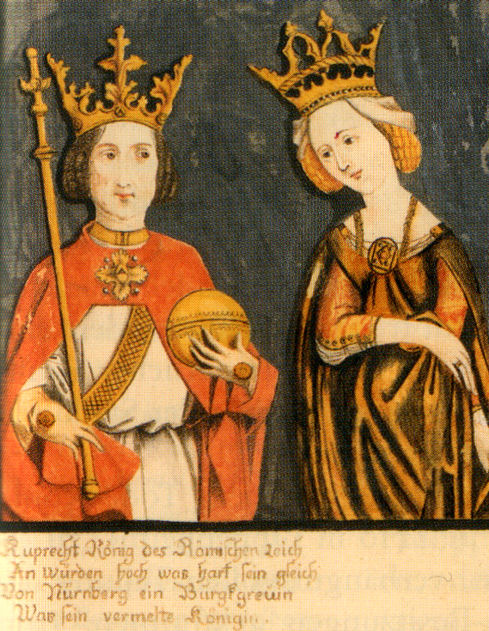
Son grand-père Robert Ier de Bavière, Roi de Germanie
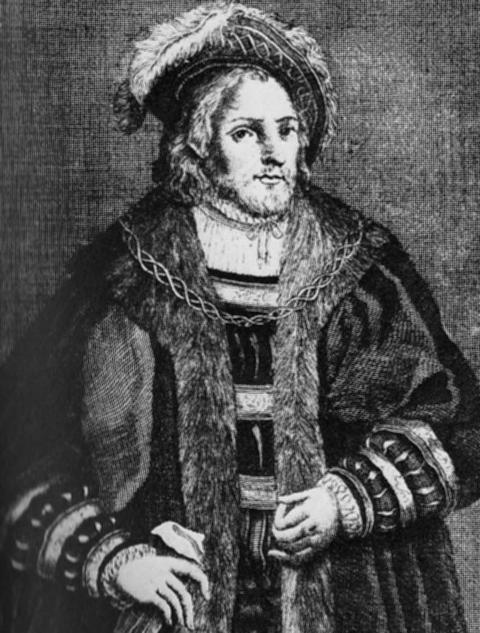
Son grand-père Henri XVI de Bavière, duc de Bavière-Landshut
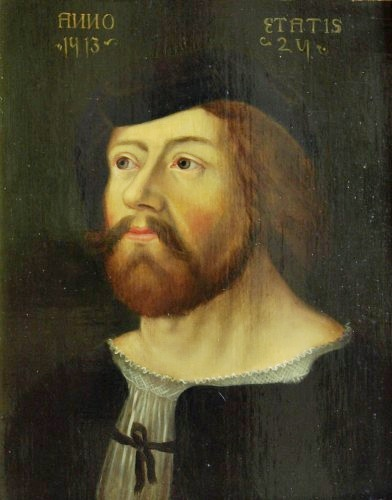
Son père Othon de Pfalz-Mosbach, comte palatin de Mosbach
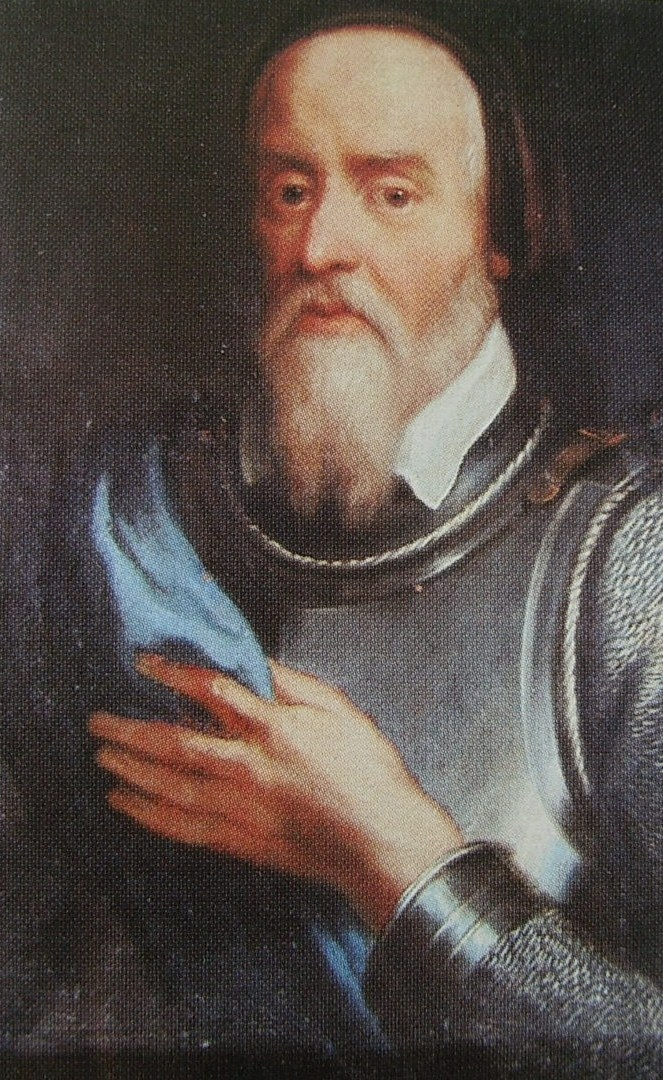
Son oncle Louis IX de Bavière, duc de Bavière
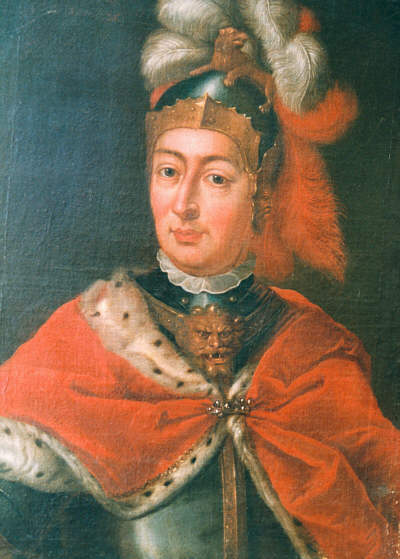
Son oncle Étienne de Pfalz-Simmern-Zweibrücken, comte palatin
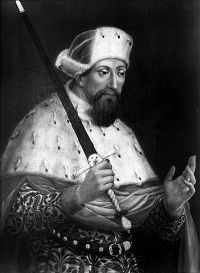
Son oncle Louis III de Bavière, électeur palatin
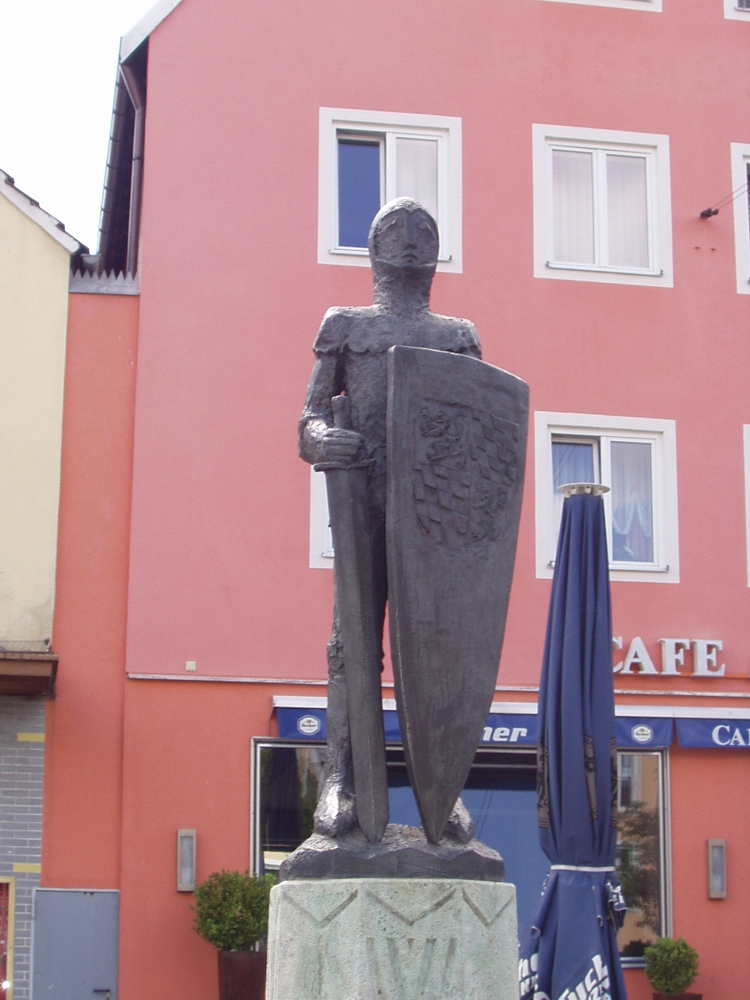
Son oncle Jean de Pfalz-Neumarkt, comte palatin de Neumarkt, duc de Bavière
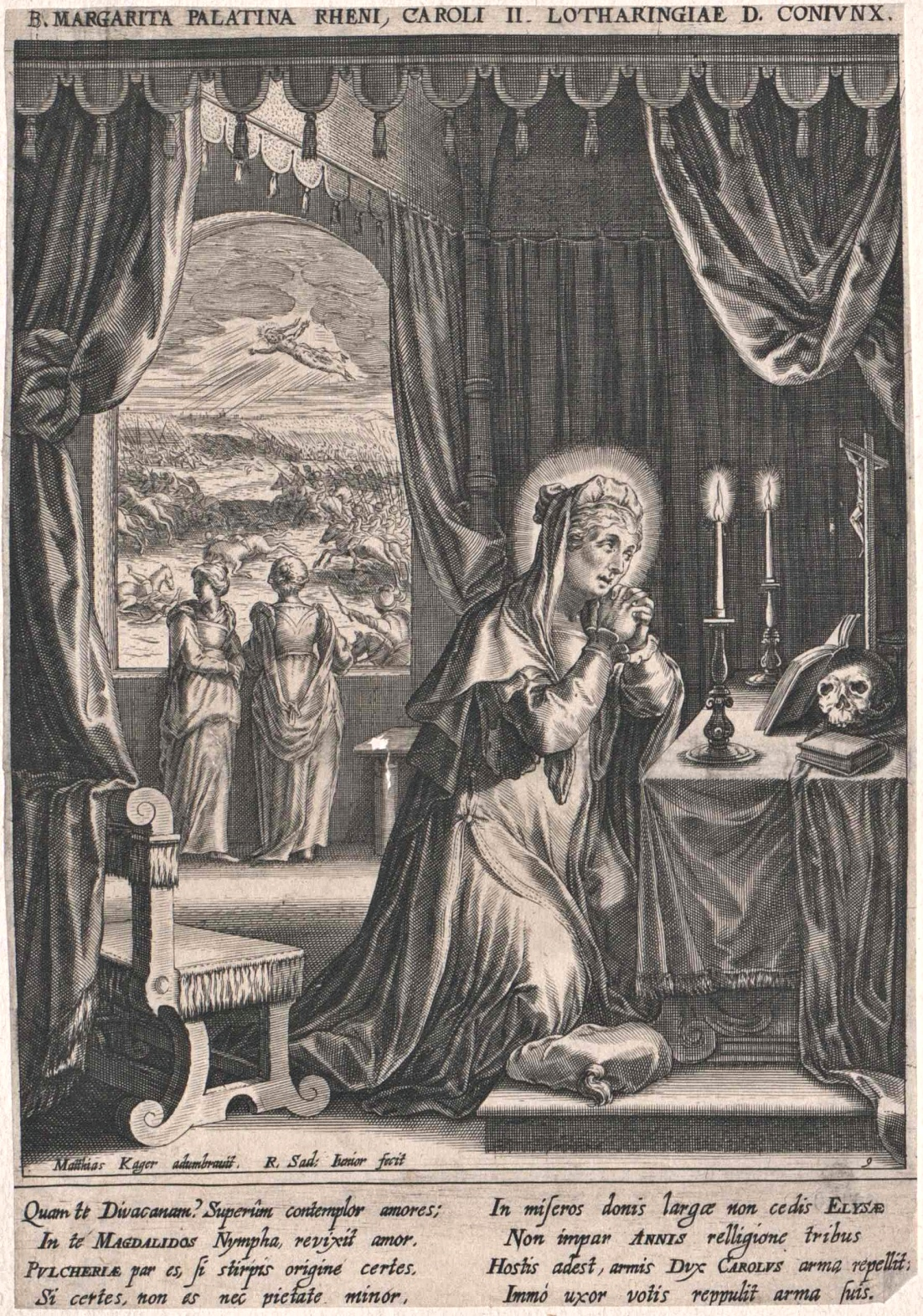
Sa tante Marguerite de Palatinat, duchesse consort de Lorraine
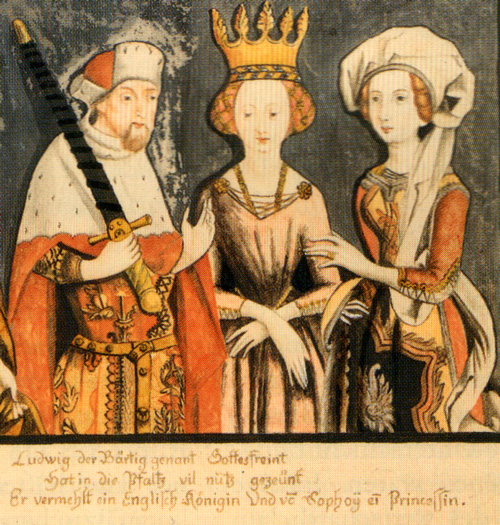
Sa tante par mariage, Blanche de Lancaster, princesse d'Angleterre
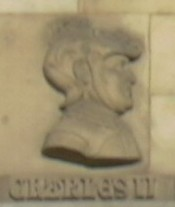
Son oncle par mariage Charles II, duc de Lorraine
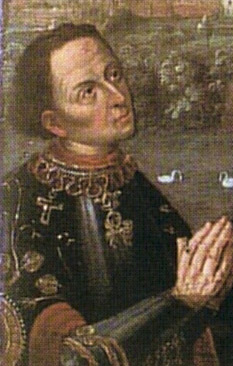
Son oncle par mariage Adolphe Ier, duc de Clèves
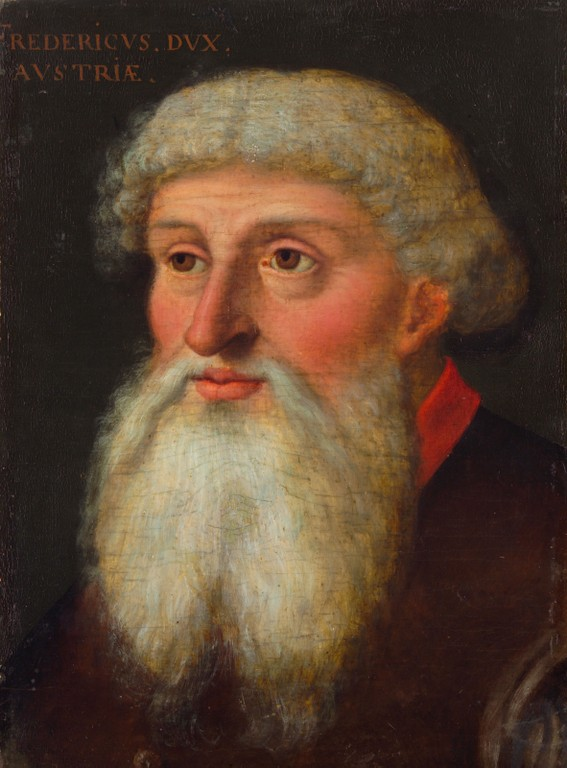
Son oncle par mariage, Frédéric IV d'Autriche, comte du Tyrol
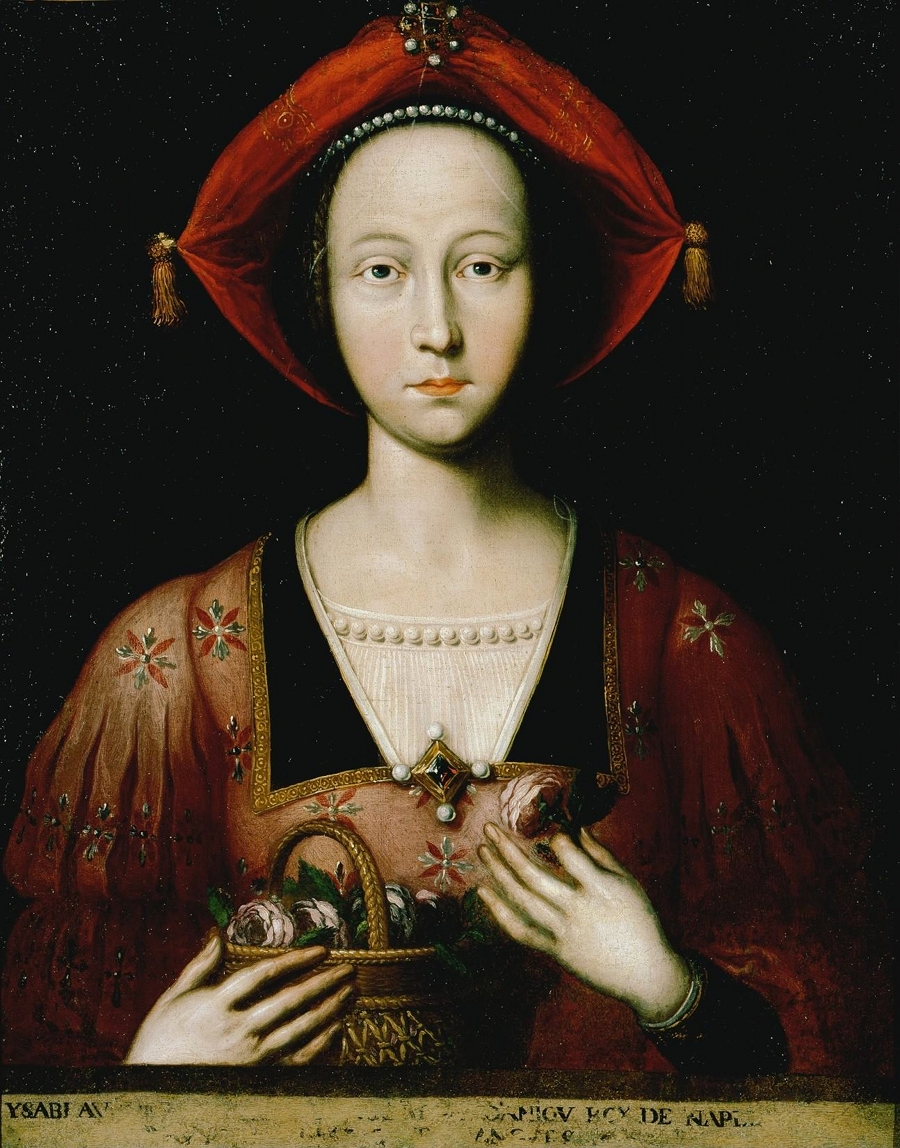
Sa cousine, Isabelle de Lorraine, duchesse de Lorraine, reine consort de Naples et de Jérusalem
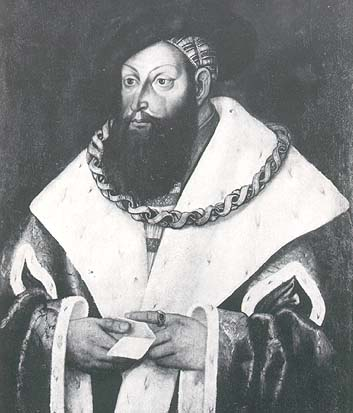
Son cousin Georges de Bavière, duc de Bavière
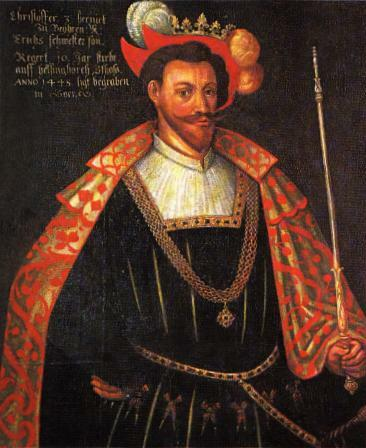
Son cousin Christophe de Bavière, roi de Suède

## Son épiscopat

### Du canonicat à l'entrée solennelle à Strasbourg

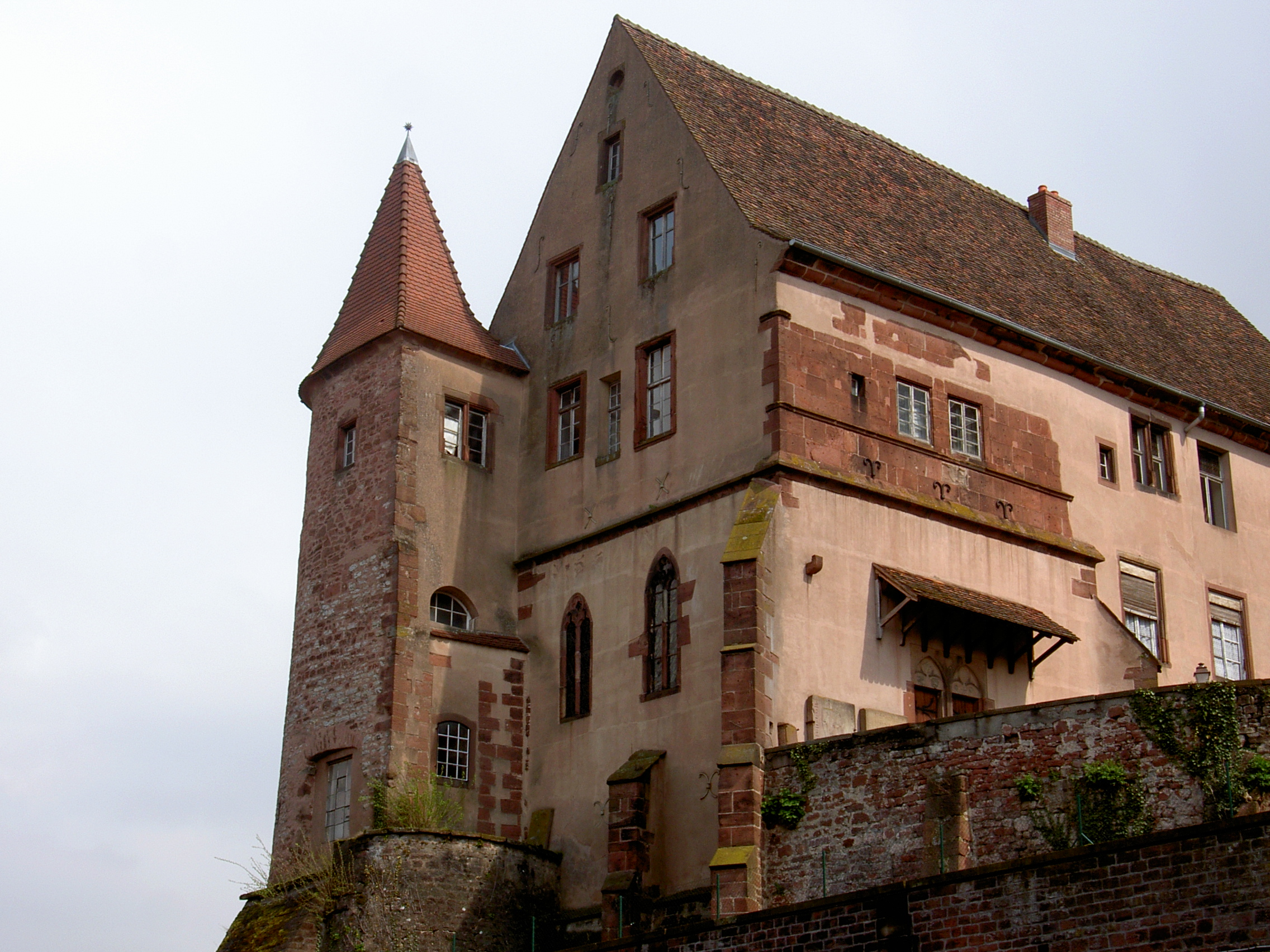
Ancien palais épiscopal de Saverne

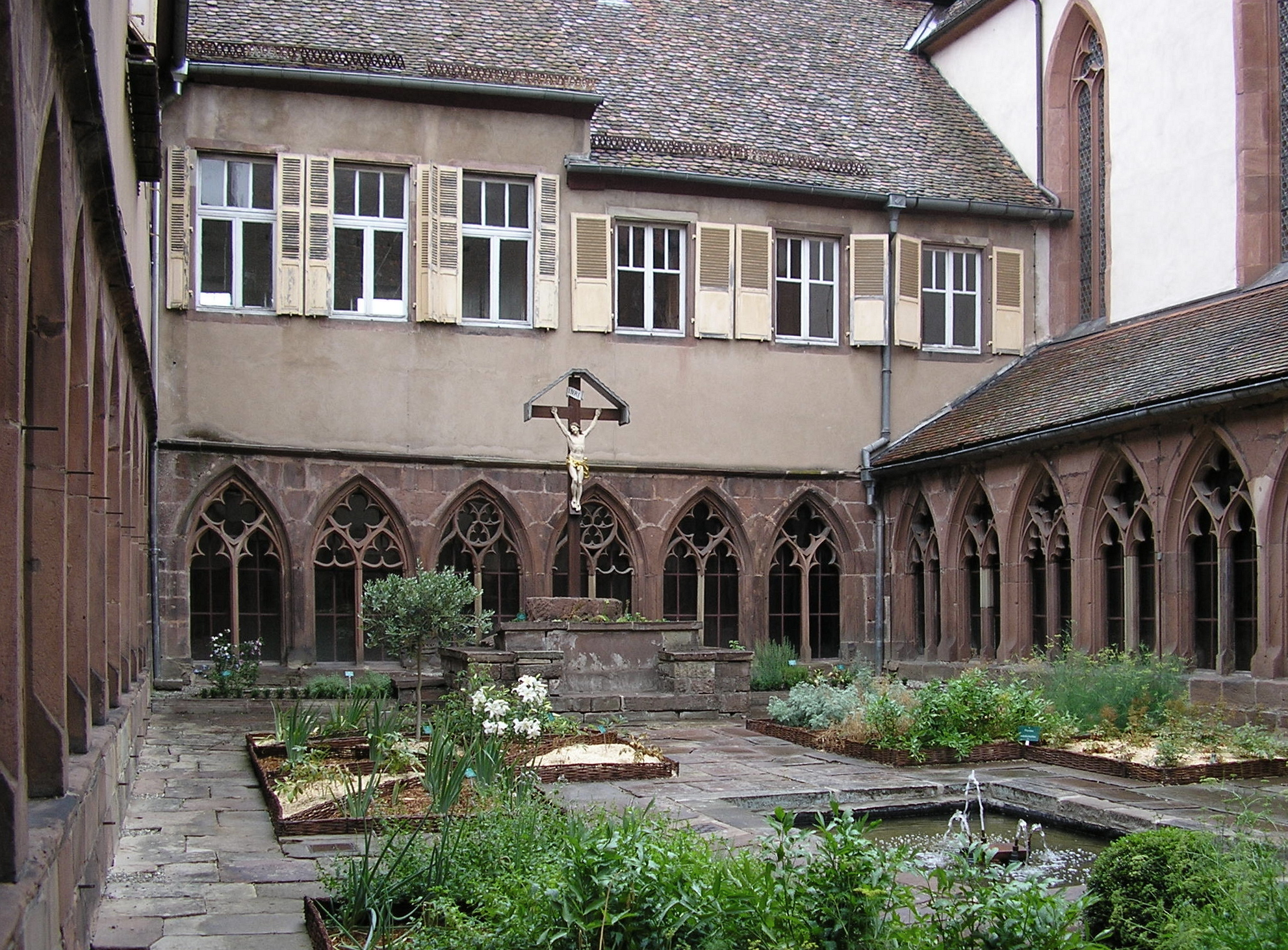
Cloître de l'ancien couvent des Récollets à Saverne

Albrecht était chanoine capitulaire de Strasbourg, puis prévôt du chapitre cathédral. Il était le neveu de son prédécesseur Ruprecht  von Pfalz-Simmern.
Le magistrat de la ville libre impériale Strasbourg fut très satisfait de ce choix et offrit du vin et des fruits aux chanoines.
Contrairement à son neveu, Albrecht poursuivit une politique moins offensive vis-à-vis de la ville libre dont il confirma les privilèges le 19 novembre 1478. Le 22 novembre 1478, il reçut les hommages et les serments d'allégeance de ses sujets dans sa ville de résidence princière, Saverne. Puis il se prépara à recevoir l'ordination sacerdotale pendant moins d'un an ; il lut sa première messe à Saverne le 20 juin 1479 en présence de l'évêque de Spire et son évêque auxiliaire. Le sacre a eu lieu à Mayence comme pour presque tous les évêques strasbourgeois car ils sont suffragants de l'archevêque de cette ville. La cérémonie du sacre et de l'entrée solennelle se renouvelait à chaque vacance du siège épiscopal. Rares sont les évêques qui firent exception à la consécration dans la cathédrale de Mayence ; avant Guillaume de Hohnstein, on a des récits sur le sacre de Henri II de Veringen en 1207 et de Frédéric de Lichtenberg, élu le 1er octobre 1299. Des doutes subsistent encore sur le sacre de Gauthier de Geroldseck à Strasbourg. .
Son entrée solennelle à Strasbourg eut lieu le 4 octobre 1479 ; il était accompagné de son père Othon, comte palatin,son frère Johann, prévôt capitulaire, de Philippe l'électeur palatin, Christophe, margrave de Bade,et Eberhard, comte du Wurtemberg.
Albrecht tenta de mener une politique d'unification territoriale pour la principauté épiscopale. Des villes et des châteaux furent fortifiés, notamment Dachstein et Isenburg, et les fiefs mis en gage ont été rachetés. Pour financer les frais élevés de la confirmation papale, il obtint du pape Sixte IV l'autorisation de lever un impôt sur la consommation de beurre pendant la période du carême. Avec l'argent perçu, il fit également couler des canons. Cet impôt fut quelque peu impopulaire auprès de la population même si finalement cette mesure a permis entre autres d'améliorer la situation financière de l'évêché. 
Albrecht fit construire dans sa ville-résidence de Saverne un modeste palais derrière l'église collégiale qu'il confia aux Augustins dont il avait accepté la sécularisation. Le monastère des Augustins et son église furent récupérés par la branche des franciscains observants, les Récollets, qui inaugurèrent à Saverne leur cours de philosophie et théologie en 1486.
Les relations d'Albrecht avec le chapitre cathédral  furent plutôt bonnes. Il s'efforça d'engager des réformes ecclésiales, en particulier pour lutter contre les abus constatés dans les monastères. En 1482, il convoqua un synode diocésain et fit faire des visites pastorales en 1492. En outre, il ne s'est pas clairement opposé à la pratique des indulgences papales.  

### L'influence de Geiler
Jean Geiler de Kaysersberg, prédicateur de la cathédrale depuis 1478,  et Jacques Wimpfeling, installé à Strasbourg depuis 1501, exercèrent une grande influence sur Albrecht. L'évêque prit même la défense de Wimpheling en 1506 pourtant en conflit avec le pape Jules II. Malgré cette influence, les réformes souhaitées par les deux intellectuels n'ont pas toutes été suivies d'effet. Le projet de transformer la collégiale de chanoinesses Saint-Étienne en une communauté de clercs échoua aussi. Le chapitre s'opposa également à la visite pastorale.
Le 18 avril 1482, Albrecht convoqua un synode à Strasbourg auquel assistèrent 600 prêtres. Ce fut Geiler qui prononça le discours d'ouverture en partant de l'Évangile selon saint Jean XX, 20 : « Les disciples eurent donc une grande joie de voir le Seigneur. »
Dans son sermon, Geiler reproche aux fonctionnaires épiscopaux de pratiquer le népotisme avec leurs enfants et leur entourage personnel afin de leur attribuer les meilleurs prébendes alors qu'ils ne sont parfois que des enfants. Aux conseillers laïcs, il reproche d'accaparer l'évêque pour les tâches gouvernementales et administratives de son temporel qui le détourne de sa fonction pastorale avec les prêtres sans vouloir remettre cause le pouvoir séculier du prince-évêque pour autant.
Geiler s'attaque ensuite aux désordres et aux abus qu'il observe à tous les niveaux : le manque de discernement dans l'attribution des dispenses ; la désacralisation des fêtes ; les injustices commises par les représentants du Magistrat de la ville ; le fait que des personnes du sexe opposé entrent dans les monastères de femmes ou d'hommes.
Sur recommandation de Geiler, un certain nombre d'abus issus de pratiques introduites depuis le XIIe siècle furent supprimés en 1482. De même, Albrecht reprit en main les couvents en perdition et réintroduit la discipline conventuelle, comme par exemple au couvent des sœurs de la collégiale Saint-Etienne par le décret du 13 septembre 1486. En 1488, il chassa les sœurs récalcitrantes du couvent de Sindelsberg.
En revanche, Albrecht ne réussit pas forcément à freiner la sécularisation progressive de nombreuses communautés religieuses comme à Selz ou à Neuwiller.
Ce fut Geiler qui, quatre jours après l'élection du nouvel évêque, prononça l'oraison funèbre d'Albrecht dans laquelle il développa en quinze points les quinze qualités que saint Paul attend d'un évêque en s'appuyant sur Tit. I, 7-8 et Timoth., III, 2-7.

### Épitaphe d'Albrecht dans l'église collégiale de Saverne

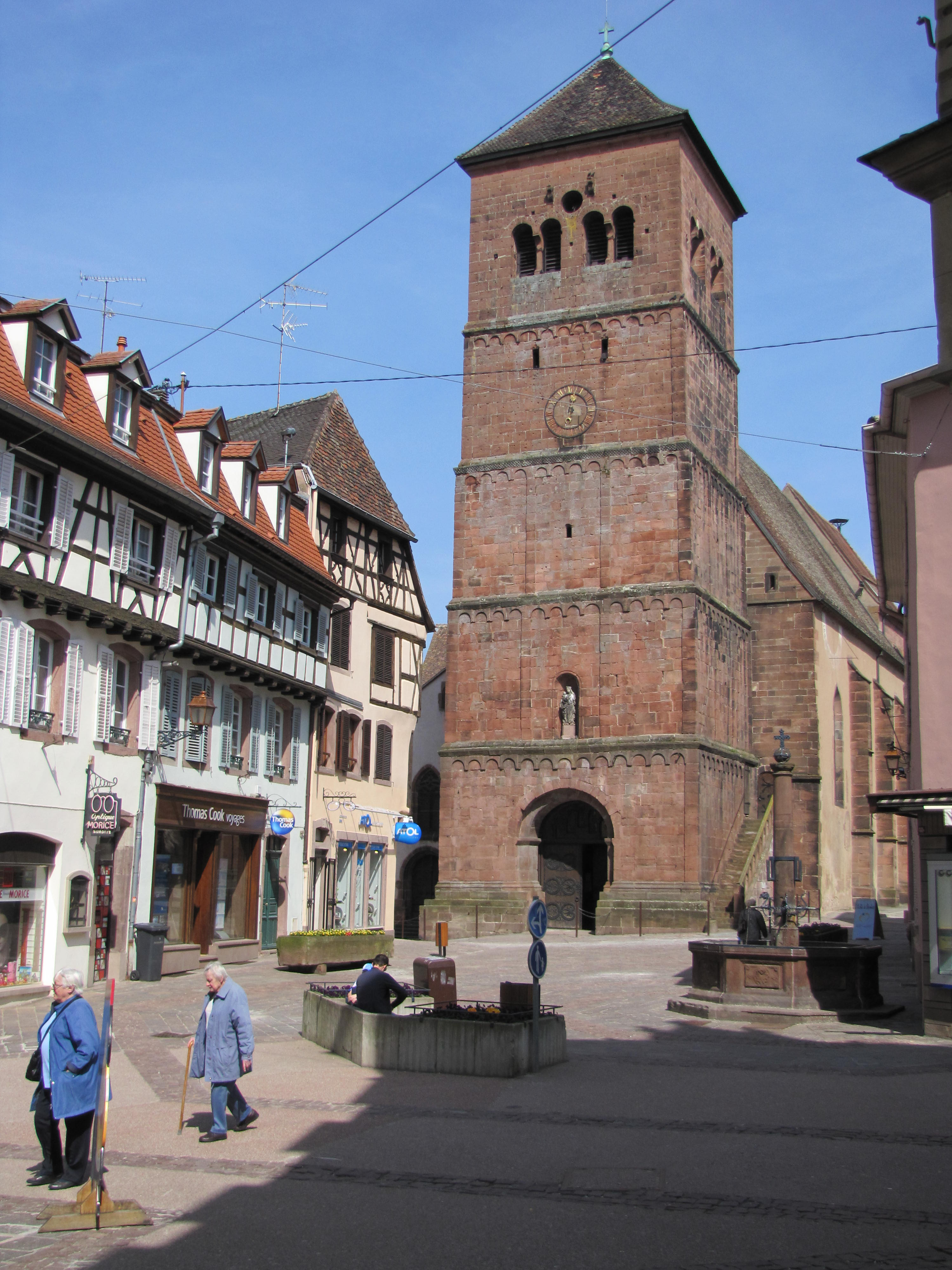
Église Notre-Dame-de-la-Nativité, Saverne, Bas-Rhin

Dans le chœur, à gauche de l'autel de l'église collégiale de Saverne,aujourd'hui Église Notre-Dame-de-la-Nativité on lit le texte suivant:
« Hic situs est reverendus dominus et princeps Albertus Argentinensis sedis episcopus, ac Alsatiæ landgravius, ex altâ Bavariæ domo dux illustris progenitus ; clementiâ siquidem et vitæ ac morum honestate præclarus, pacisque et justitiæ cultor eximius, dùm ecclesiæ suæ in annum usquè XXVIII, gubernacula tenuisset, anno salutis nostræ sexto supra quindecies centesimum, die XX mensis Augusti è vitâ hâc miserâ migravit ad cœlos, deo pro meritis in gloria perpetuò fruiturus ; amen. Cujus ne digna evanescat memoria, reverendus dominus et princeps Wilhelmus generosâ ex stirpe comitum de Honstein, creatus in episcopatu successor, hoc opus constituit anno M.D.XXIII. »

## A voir aussi
- Liste des évêques de Strasbourg
- Liste des évêques de Mayence, métropolitain